# Walkeromyia lurida
Walkeromyia lurida är en tvåvingeart som först beskrevs av Walker 1857.  Walkeromyia lurida ingår i släktet Walkeromyia och familjen svävflugor. Inga underarter finns listade i Catalogue of Life.